# 지철호
지철호(池澈湖, 1961년 3월 5일~ )는 대한민국의 제15대 공정거래위원회 부위원장을 역임한 공무원이었다.

## 학력
- 1984년 고려대학교 행정학과 학사
- 1986년 서울대학교 행정대학원 정책학 석사
- 2015년 동국대학교 대학원 박사

## 경력
- 1985년: 제29회 행정고시 합격
- ~1986년: 경제기획원 공정거래실 사무관
- ~1997년: 대통령비서실 정책수석실
- ~1998년: 국무조정실 규제개혁조정관실
- ~2000년: 대한민국 공정거래위원회 부산지방공저거래사무소 소장
- ~2001년:  대통령비서실 행정관
- 2001년: 공정거래위원회 제도개선과 과장
- ~2007년 1월: 공정거래위원회 독점감시팀 팀장
- 2007년 1월: 공정거래위원회 홍보관리관
- 2009년 9월: 공정거래위원회 경쟁정책국 국장
- 2011년 5월: 공정거래위원회 기업협력국 국장
- 2012년~2015년 9월: 공정거래위원회 상임위원
- 2016년 6월: 중소기업중앙회 공정거래분야 자문위원
- 2018년 1월~2020년 8월: 공정거래위원회 부위원장